# Circondario del Reno-Neuss
Il circondario del Reno-Neuss (in tedesco Rhein-Kreis Neuss) è uno dei circondari (Kreis) della Renania Settentrionale-Vestfalia, in Germania.
Appartiene al distretto governativo (Regierungsbezirk) di Düsseldorf. Comprende 7 città e 1 comune. Capoluogo e centro maggiore è Neuss.

## Città e comuni
Fanno parte del circondario otto comuni di cui sette sono classificati come città (Stadt). Tre delle sette città sono classificate come grande città di circondario (Große kreisangehörige Stadt) e quattro sono classificate come media città di circondario (Mittlere kreisangehörige Stadt).
(Abitanti al 31 dicembre 2021)
- Dormagen (grande città di circondario) (64 553)
- Grevenbroich (grande città di circondario) (63 922)
- Jüchen (media città di circondario) (23 611)
- Kaarst (media città di circondario) (43 661)
- Korschenbroich (media città di circondario) (33 786)
- Meerbusch (media città di circondario) (56 855)
- Neuss (grande città di circondario) (152 731)

### Comune
- Rommerskirchen (13 377)